# 岡本卓也
岡本 卓也（おかもと たくや、1980年11月16日 - ）は、日本のフォトグラファー・アートディレクター。
株式会社プラスビー代表取締役。人物写真を中心としたコマーシャル撮影を手がけている。

## 来歴
大阪府出身（生まれは長野県）。早稲田摂陵高等学校（現・早稲田大阪高等学校）時代に写真部に入り、写真の道に進む。また高校在学中に写真家の魚住誠一と出会いアシスタントを経験した。
大阪芸術大学写真学科に進学し、在学中はプロの現場で働いていた。その後、大学を中退して独立、2010年に写真事務所「Plus Be」を設立した。スタジオを拠点に、広告・ファッション・エンターテインメント分野における人物撮影を行っている。テーマパークやアパレルブランドの広告ビジュアル、アーティスト写真などを担当している。